# Eventyr paa fodrejsen (film 1912)
Eventyr paa fodrejsen è un cortometraggio muto del 1912 diretto da August Blom e interpretato da Thorkild Roose, Henry Seemann, Einar Zangenberg, Frederik Christensen, Dagny Schyberg, Nikolai Brechling, H.C. Nielsen, Karen Poulsen, Vilhelm Petersen. La sceneggiatura si basa su un lavoro teatrale di Jens Christian Hostrup, andato in scena al Det Kongelige Teater nel 1848.

## Trama
Ejbaek e Herlov sono due studenti in vacanza in un paese dove vive anche l'assessore Svale. Questi, a passeggio con Laura e Johanne (rispettivamente sua figlia e sua nipote), incontra i due giovani che si dimostrano due veri gentiluomini. Molto compiti e gentili, fanno così buona impressione su Svale che lui li invita a pernottare a casa sua. Nel frattempo, dal vicino carcere sono evasi due detenuti. I due, cercando di sfuggire alla cattura, notano i due turisti, chiaramente nuovi del posto e sconosciuti agli abitanti. Nella loro testa nasce l'idea di sfruttare la cosa, facendo passare i due studenti per gli evasi. Così, fanno arrivare una nota al giudice dove si dice che i ricercati fingono di essere dei turisti. Dopo essersi vestiti con abiti civili, quella notte uno dei due evasi si intrufola nella stanza di Herlov per rubare. Ma lo studente lo sorprende. Però, invece di denunciarlo, lo lascia andare dandogli anche i suoi soldi e consigliandolo di cambiare vita. La mattina dopo, un giudice si presenta in casa dichiarando che i due turisti sono gli evasi ricercati. La notizia crea sensazione e i due giovanotti innocenti stanno già per essere arrestati quando si fa avanti il vero evaso, il rapinatore della notte, che - restituito il portafoglio al suo legittimo proprietario - racconta come sono andate effettivamente le cose, spiegando che la denuncia doveva servire per depistare l'attenzione della polizia da loro.

## Produzione
Il film fu prodotto dalla Nordisk Film Kompagni.

## Distribuzione
In Danimarca, il film fu distribuito dalla Nordisk Film Kompagni il 15 aprile 1912. Importato dalla Great Northern Film Company, negli Stati Uniti il film fu distribuito il 19 aprile 1913 dalla Film Supply Company con il titolo inglese The Two Convicts.